# Гавера, Ники
Николетта (Ники) Гавера (греч. Νίκη Γκαβέρα; род. 15 апреля 1967, Афины) — греческая легкоатлетка, специалистка по прыжкам в высоту. Выступала на профессиональном уровне в 1980-х и 1990-х годах, обладательница серебряной медали Средиземноморских игр, трёхкратная чемпионка Греции, участница летних Олимпийских игр в Барселоне.

## Биография
Ники Гавера родилась 15 апреля 1967 года в Афинах, Греция. Занималась лёгкой атлетикой в столичном клубе «Панеллиниос».
Конкурируя с Ники Бакоянни, в 1984 и 1986 годах становилась чемпионкой Греции в прыжках в высоту.
Впервые заявила о себе на международном уровне в сезоне 1989 года, когда вошла в состав греческой сборной и выступила на чемпионате Европы в помещении в Гааге, где в зачёте прыжков в высоту с результатом 1,75 заняла последнее 13-е место. Будучи студенткой, представляла Грецию на Всемирной Универсиаде в Дуйсбурге — благополучно преодолела предварительный квалификационный этап, но в финале провалила все попытки, не показав никакого результата.
В 1990 году заняла 13-е место на чемпионате Европы в помещении в Глазго, с личным рекордом 1,95 превзошла всех соперниц на домашнем турнире в Трикале, в третий раз стала чемпионкой Греции, была шестой на Играх доброй воли в Сиэтле, отметилась выступлением на чемпионате Европы в Сплите.
В 1991 году завоевала серебряную награду на Средиземноморских играх в Афинах.
В 1992 году среди прочего заняла 21-е место на чемпионате Европы в помещении в Генуе. Благодаря череде успешных выступлений удостоилась права защищать честь страны на летних Олимпийских играх в Барселоне — на предварительном квалификационном этапе взяла высоту в 1,83 метра, чего оказалось недостаточно для выхода в финал.
В 1995 году принимала участие в чемпионате мира в помещении в Барселоне, в финал не вышла.